# Hajdúhadház
Hajdúhadház (1870 előtt: Hadház) város Hajdú-Bihar vármegyében, a Hajdúhadházi járás központja.

## Fekvése
A vármegye északi részén fekszik, Debrecentől 19 kilométerre. Közigazgatási területe 8780 hektár (87,8 négyzetkilométer).
A közvetlen szomszédos települések: észak felől Téglás, északkelet felől Bököny és Geszteréd, délkelet felől Hajdúsámson, dél felől Bocskaikert, nyugat felől Hajdúböszörmény; dél-délnyugat felől egy rövid szakaszon határos még Debrecennel is.

### Megközelítése
Legfontosabb közúti megközelítési útvonala a 4-es főút, mely belterületének nyugati széle mellett halad végig dél-északi irányban. Az M35-ös autópálya és a 33-as főút felől a 354-es főúton érhető el.
A környező kisebb települések közül Hajdúviddel a 3506-os, Hajdúböszörmény központjával a 3507-es, Hajdúsámsonnal a 4902-es út köti össze; határszélét nyugaton érinti még a 3509-es út is. Kucik nevű, különálló külterületi városrészébe és a keleti határszéle közelében fekvő honvédségi létesítményekhez pedig a 49 101-es számú mellékút vezet.
A hazai vasútvonalak közül a települést a Budapest–Záhony-vasútvonal érinti, melynek egy megállási pontja van itt; Hajdúhadház vasútállomás a belterület északkeleti részén helyezkedik el, közúti elérését csak önkormányzati utak biztosítják.

## Története
Az ásatások tanúsága szerint a rézkor óta lakott. Népvándorláskori szarmata leletek is előkerültek. A településtől nyugatra halad el a szarmaták által 324 és 337 között épített, az Alföldet körbekerülő Csörsz-árok vagy más néven Ördögárok nyomvonala. A honfoglalás idején a kabar törzsek telepedtek meg itt. A települést először 1312-ben említik. A területen kialakult falvak a török megszállás alatt kihaltak.
Bocskai István 1605. december 12-i kiváltságlevele értelmében az őt támogató hajdúk letelepedhettek Hadházon. Az ekkor kapott szabadságjogaikat sikerült is megtartaniuk a következő századokban. 1876-ban Hajdúhadház már rendezett tanácsú város, ekkor lett Hajdú vármegye része. 1891-ben feladta városi rangját, nagyközség lett, 1924 és 1934 között ismét város, majd ismét község.

## Közélete

### Polgármesterei
| Időszak   | Polgármester   | Párt                    |
| --------- | -------------- | ----------------------- |
| 1990–1994 | Béres László   | nem ismert              |
| 1994–1998 | Béres László   | MSZP-SZDSZ-MSZDP-LPSZVP |
| 1998–2002 | Béres László   | független               |
| 2002–2006 | Béres László   | független               |
| 2006–2010 | Béres László   | független               |
| 2010–2014 | Csáfordi Dénes | Fidesz                  |
| 2014–2019 | Csáfordi Dénes | Fidesz-KDNP             |
| 2019–2024 | Csáfordi Dénes | Fidesz-KDNP             |
| 2024–     | Csáfordi Dénes | Fidesz-KDNP             |

## Népesség
A városban folyamatosan zajló fejlesztések miatt megnőtt a település népszerűsége, amely a népességi mutatókon is jól látható:
- 1900-ban  8 395 fő
- 1910-ben  9 821 fő
- 1920-ban 10 480 fő
- 1930-ban 11 608 fő
- 1949-ben 13 026 fő
- 1993-ban 13 287 fő
- 2001-ben 12 713 fő
- 2005-ben 12 724 fő
- 2019-ben 13 394 fő

A település népességének változása:
| Lakosok száma | 12 762 | 12 800 | 12 669 | 12 811 | 12 648 | 13 057 | 13 073 |
|               | 2013   | 2014   | 2018   | 2021   | 2022   | 2023   | 2024   |

A 2011-es népszámlálás során a lakosok 91,3%-a magyarnak, 0,3% bolgárnak, 17,9% cigánynak, 0,2% németnek mondta magát (8,5% nem nyilatkozott; a kettős identitások miatt a végösszeg nagyobb lehet 100%-nál). A vallási megoszlás a következő volt: római katolikus 2,8%, református 33,9%, görögkatolikus 1,8%, felekezeten kívüli 36% (18,2% nem válaszolt).
2022-ben a lakosság 90,3%-a vallotta magát magyarnak, 7% cigánynak, 0,2% németnek, 0,1% románnak, 1% egyéb, nem hazai nemzetiségűnek (9,7% nem nyilatkozott; a kettős identitások miatt a végösszeg nagyobb lehet 100%-nál). Vallásuk szerint 21,9% volt református, 1,8% római katolikus, 1,5% görög katolikus, 4,2% egyéb keresztény, 33,7% felekezeten kívüli (36,5% nem válaszolt).

## A város épületei
- Városháza: Eredetileg szállodának szánták, a mai városháza épületét. 1912-ben épült és Bocskai szálló volt a neve. Kezdetben az elegáns épület korszerű berendezésével ígéretes vendéglátóhelynek látszott. Éttermében minden este cigányzene szólt. gyönyörű dísztermében nagy vacsorákat, fergeteges bálokat rendeztek. A földszinti részén az utcára nyíló elegáns, nagy kirakatos üzletek kínáltak portékáikat. Ám a szálloda bérlői a vendéglátást nem tudták megfizethetővé tenni a nagyközönség számára, ezért 1915-ben az épület belső vendéglátó-és szállodai részét kereskedelmi célokra bérbe adta az elöljáróság. Többek között hentesüzletet, szabóságot, vaskereskedést nyitottak az épületben. 1965–1973-ig a tanácsháza emeletén könyvtár is működött. Ez a kezdeményezés sem váltotta be a hozzá fűzött reményeket. Az üzletek fokozatosan szűntek meg. A tanács határozata értelmében a szálloda épületébe az akkori városházáról hivatalokat költöztettek. Így vette át a városháza szerepet. A tanácsházát sokszor felújították. A felújítások során az épület fokozatosan elvesztette a jellegzetes díszítéseit. 1998-ra a modernizálás jegyében új tetőt és nyílászárókat kapott. Új jellegzetessége lett, ma az élénk színeivel hívja fel magára a figyelmet. A Városháza belseje is teljesen megújult. Mai igényekhez igazodó helyiségeket, modern technikával felszerelt irodákat alakítottak ki. Egyedül a folyosói lépcsőház és a díszterem emlékeztetnek az régebbi időkre. Ma a tükrös díszteremben ülésezik az önkormányzati testület, illetve itt tartják a város reprezentatív ünnepségeit.
- Református templom: A főteret az impozáns megjelenésű neoromán stílusú református templom uralja. Skalnitzky Antal tervei szerint, 1872-ben építették. Eredetileg a hadháziak egytornyú templomot terveztek. Ennek 1847-ben el is készült az alapja, de a szabadságharc bukása miatt a további építése abbamaradt. A reformátusok csak a kiegyezés után gondolhattak az elkezdett templom építésének folytatására. Az időközben összegyűlt pénz már egy igényesebb kéttornyú templom építésének lehetőségét vetette fel. 1868-ban Skalnitzky és Koch műegyetemi építészek új, kéttornyú templom terveit készítették el. Az első istentiszteletet 1872. január elsején tartották az új templomban. A templom három harangját Hilzer Ignác bécsújhelyi mester öntötte. Harminc regiszteres orgonáját pedig Kiszel István debreceni orgonaépítő készítette. Az első világháború időszakában elvitték és ágyúnak beöntötték a két legnagyobb harangot. 1922-ben a háború során elvitt harangokat adományokból sikerült újakkal pótolni. A második világháborúban a templom északi tornyát gyújtógránát találta el. Lángba borult a torony tetőszerkezete Egy nap alatt az egész templom teljes berendezésével együtt a tűz martaléka lett. 1948-ban Molnár Zoltán lelkipásztor az állam és a református gyülekezetek anyagi segítségét kérte a templom újjáépítéséhez. A tető elkészítéséhez éppen hozzá tudtak fogni, mert a pénz nem volt elegendő. A toronysisak magassága nyolc méterrel csökkent. A hatvanas évekig a templom teljes külső felújításával anyagiak hiányában várni kellett. Ekkor sárga színűre festették. A következő felújításkor, 1986-ban a templom külső falait fehérre, a toronysisakot pedig előbb szürkére, majd sötétbarnára festették. A templom 1982-ben egy három manuálos, harmincöt regiszteres orgonával gazdagodott. A templom fennállásának 130. évfordulójára megújult a templom belseje is. A templom mai színe sárga, szürke toronysisakkal.
- Csokonai Művelődési Ház: Egykor a Gazdasági Bank épülete volt. A városházával egy időben, 1912-ben építették. A háború után a bank egy ideig begyűjtőhely, raktár volt, majd az ötvenes évek elején közcélra kezdték használni. Legelőször az egykori irodában népkönyvtárat rendeztek be. 1954-ben hozzákezdtek a nagyterem átalakításához. A pénztárteremből színházterem lett. A Kultúrotthont 1955 februárjában nyitották meg hivatalosan a nagyközönség számára. A Csokonai Művelődési Ház sok színvonalas ismeretterjesztő és művészeti előadásnak, önképző körnek, kiállításnak, politikai rendezvénynek adott helyet.
- Rendőrkapitányság: A rendőrkapitányság épülete régen pártház volt. A rendszerváltás után a pártbizottság épületébe a rendőrkapitányság költözött. A pártépület erre a célokra szűknek, és funkciójában alkalmatlannak bizonyult. 2003-ban a kapitányság épületét egy új épületszárnnyal bővítették ki. A Bocskai tár egy szép épületegyüttessel lett gazdagabb.
- Egykori Hajdúsági Áruház: A rendőrkapitányság északi szomszédja. Az áruház a hatvanas évek végén az egykori piactér közepére épült. Az áruház földszintjén háztartási műszaki cikkeket, ajándékokat és papírféleségeket árultak. Az emeleten cipő, textil-és lakástextil osztály volt.
- Hunyadi utcai üzletház: 1905-ben bank volt. A pénzintézet meggyengült, ezért el kellett adni. Az 1917-ben megalakult Hangya Szövetkezet a takarék épületét megvásárolta, és boltot alakított ki benne. A banképület eredeti homlokzatát az átalakítás során teljesen eltüntették. A sarkát levágták, az ablakok helyére kirakatok kerültek. A Nagyhangyában fűszert és vegyes áruféleséget árultak. A szomszédos épületben volt a Hangya Vendéglő. A háború után jelentősen megváltozott a Hangya. Boltjai Földműves Szövetkezet tulajdonába kerültek. Az épületen még egy ideig fennmaradt a Hangya felirat. A boltok profilja állandóan változott. Hentesüzletből leértékelt áruk boltja, a vendéglőből kocsma lett. Az épület Földi János utcai oldalán háztartási bolt lett. A boltot megnövelték majd önkiszolgáló bolttá alakították. A hadháziak „Önki”-nek hívták. Ma az épület magántulajdonban van, üzlethelyiségeit kereskedők és szolgáltatók bérlik.
- Földi János Könyvtár, Emlékház, Hajdúhadházi Galéria: Földi János 1791-ben költözött Hajdúhadházra, mert a Hajdúkerület orvosának választották. Földi János halála után a lakóházát a község elöljárósága átengedte a Veszprémy családnak postaház céljára. Az egykori lakóház tetejét egy nagy hóesés összeroppantotta. Helyére 1941-ben új emlékház épült. Az emlékházat a hetvenes években kiállítás céljára felújították. A kilencvenes évek végére az emlékház nagyon rossz állapotban volt. A város önkormányzata 2002-ben leromboltatta. Ma már az új Földi János Emlékház, a könyvtár és kiállító terem épülete áll a helyén. Eredetileg nem könyvtárnak csak múzeumnak és galériának szánták.
- Vadas Csárda: Egykor a település utolsó épülete volt a Vadas Csárda. Az épületet valamikor az 1700-as évek közepén építhették. Szemben az út túlsó oldalán volt a csárda állása. (ez egy nagy terület lehetett, ahol az utazók etették és pihentették jószágaikat). A város egykori csárdái közül a Vadas az egyedüli, amelyik vendéglátóhely maradt.
- Égerházi Imre Alkotóház: A festő életében az alkotóház minden érdeklődő előtt nyitva állt. Égerházi Imre munkásságát több kitüntetéssel ismerte el a szülővárosa, majd a művészt díszpolgárává fogadta.
- Dr. Földi János Általános Iskola és Alapfokú Művészetoktatási Intézmény: A felső épületét 1896-ban, az alsót pedig 1897-ben a református egyház elemi iskolának építette. A felső épület volt a fiúiskola, az alsó épület pedig a lányiskola. Az alsó épületben, az 1925-26-os tanévben délutáni órákkal kezdte meg működését a polgári iskola. A polgári iskolának cserkészcsapata is volt. A hetvenes években a gyerekek száma megnövekedett, az iskola férőhelye pedig kevésnek bizonyult. A Jókai utcai frontra új, egyemeletes iskolaszárnyat, hozzá tornatermet, konyhát és éttermet építettek. Ebben az évben az iskolaépületet felújították és ezzel együtt az épület egy új szint ráépítésével bővült.1991-ben a felújítási munkálatok alatt a betonbontó légkalapács megrezegtette az épületet és váratlanul a födémszerkezet megrogyott. Az iskola épületet le kellett bontani. Helyére 1992-ben új, nyolc tantermes iskola és tornaterem épült. 1994. szeptember elsején kezdte meg működését a város első gimnáziuma és szakközépiskolája. A középiskola 1996-ban új helyre költözött. A Földi János Általános Iskola pedig birtokba vehette a korszerű épületet.
- Szilágyi Dániel Gimnázium és Közgazdasági Szakközépiskola, Szakiskola: Valamikor a Bocskai téren a zsidóknak mikvéjük (rituális fürdőjük) volt. Erre a helyre építették az iskolát. 1996 szeptemberében adták át az iskolát.

## Nevezetességei
- Földi János Emlékkiállítás
- Védett természeti értékei: az Emléktölgy és a Nagy nyárfa.
- Othello Borház
- Néprajzi gyűjtemény állandó kiállítása
- Az egyház-, iskola és helytörténeti gyűjtemény állandó kiállítása
- Faragott népművészeti kerítés
- Sillye Ferenc hajdúkapitány legendája
- ördögárok
- jelzett turista út
- Kígyóösvény erdei Bringapark

### Szobrok
- Bocskai mellszobra
- Bocskai István lovas szobra
- 1956-os emlékmű
- Világháborús szobor
- Testvérvárosi kapcsolat emlékoszlop
- Múzsaszobor
- Dr. Földi János szobra
- Szilágyi Dániel szobra

## Híres emberek
- Itt született 1876-ban dr. Hadházy Zsigmond ügyvéd, politikus és főispán.
- Itt élt gyerekkorában Takács Nóra Diána színésznő.
- Itt élt gyerekkorában Tóth Szabolcs költő, slammer.
- Dr. Földi János
- Égerházi Imre festőművész
- É. Kiss Sándor nyelvész
- Szilágyi Dániel orientalista, turkológus
- Pély Nagy Gábor hajdúkerületi főkapitány

## Gasztronómia
- Hadházi hurkatészta, vagy görcsös galuska leves
- Hadházi lapos káposzta
- Hadházi savanyú káposzta
- Hadházi toroskáposzta
- Hadházi töltött káposzta
- Hadházi kukó-leves

## Hagyományok
- Hadházi lakodalom
- a káposztatermelés és a savanyítás hagyományai
- Káposztás napok
- szüreti hagyományok

## Testvérvárosai

### Łęczna(Lengyelország)
1996 áprilisában a lublini vajdaság képviselői jártak Hajdú-Bihar megyében. Ekkor látogatott Łęczna város alpolgármestere Hajdúhadházra. Megtetszett neki a város, és viszontlátogatásra hívta a város vezetőségét. Júniusban már a testvérvárosi kapcsolat felvételének szándékával látogattak Łęcznára. A hajdúhadházi testvérvárosi kezdeményezést az ottani közgyűlés elfogadta. A következő évtől a két város fiataljai között rendszeres cseretáborozások indultak.

### Bihardiószeg(Románia)
Nagyváradtól 31 kilométerre északra, az Ér bal partján fekszik. A község néhány kilométerre található a magyar-román határtól, közvetlen összeköttetése van közúton a Létavértes-Sacuieni (Székelyhíd) határátkelővel.